# Adam Friedrich Koch
Adam Friedrich Koch (* 26. Juni 1763 in Ostdorf bei Balingen; † 17. März 1835 in Lehenweiler bei Böblingen) war ein pädagogischer Schriftsteller, Burgenforscher und Dorfschullehrer.
Von 1792 bis 1806 und wieder ab 1826 war Koch Lehrer in Lehenweiler bei Böblingen.

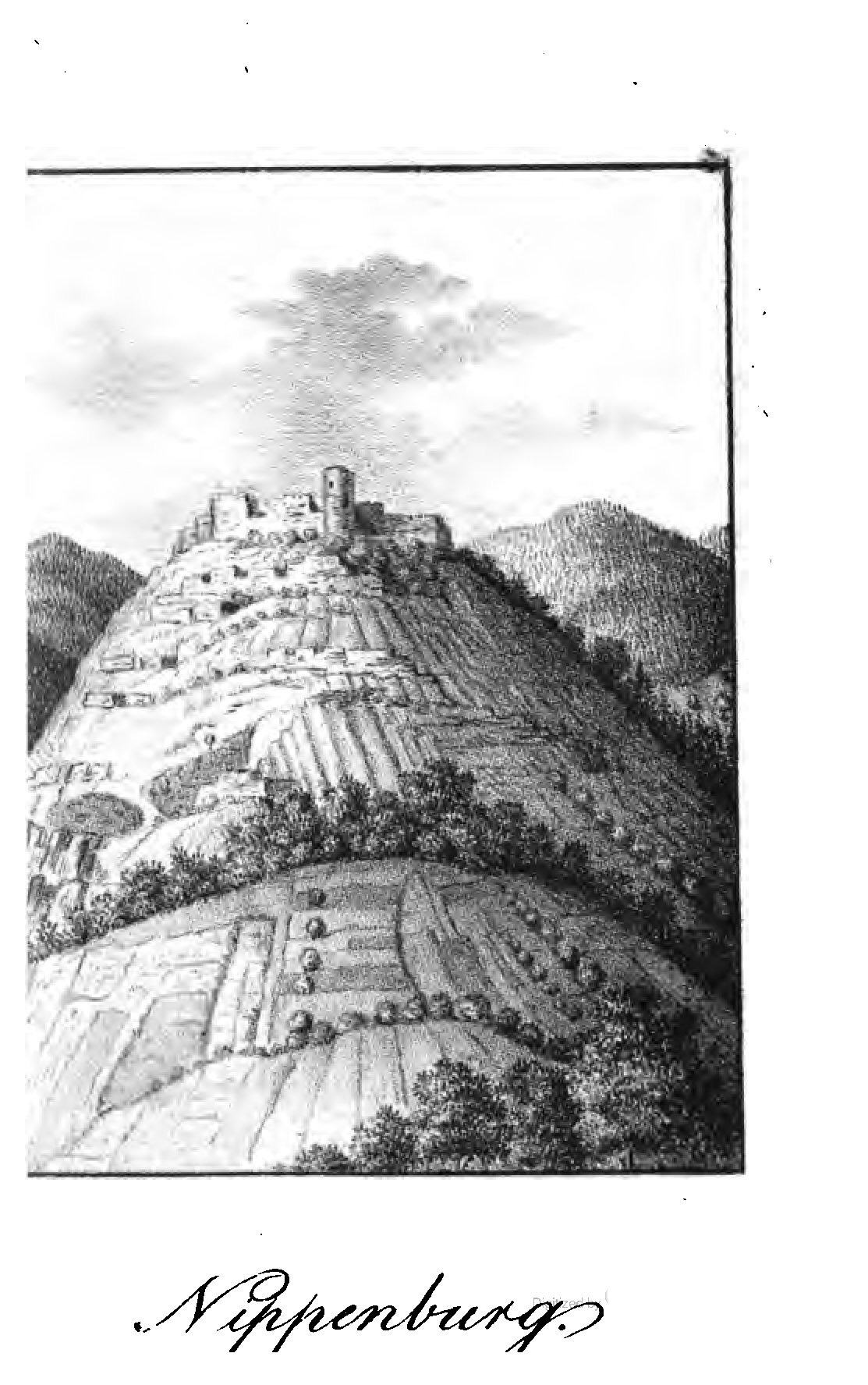
Die Ritterburgen und Bergschlösser im Königreiche Württemberg

Seine bedeutendste Schrift ist das 1828 in sechs Bändchen erschienene, von Burgenromantik geprägte Sammelwerk Die Ritterburgen und Bergschlösser im Königreiche Württemberg.